# Стивенс, Стэнли Смит
Стэнли Смит Стивенс (от англ. Stanley Smith Stevens) (4 ноября 1906 года, Огден, Юта, США — 18 января 1973 года, Вейл, Колорадо, США) —
американский психолог, основатель Гарвардской Психоакустической лаборатории, автор степенного психофизического закона («закона Стивенса»). Стивенс является автором учебника — «Справочника по экспериментальной психологии» (1951). Он также был одним из организаторов-основателей Психономического общества. В 1946 году он представил теорию уровней измерения, широко используемую учеными, но использование которой в некоторых областях статистики подвергалось критике. Кроме того, Стивенс сыграл ключевую роль в развитии использования операционных определений в психологии.
В обзоре «Обзор общей психологии», опубликованном в 2002 году, Стивенс занял 52-е место среди наиболее цитируемых психологов XX века.

## Биография
Стивенс родился в Огдене, в штате Юта, в семье Стэнли и Аделины (Смит) Стивенс и получил образование в школах, связанных со Святыми последних дней (мормоны), в Солт-Лейк-Сити, в штате Юта . Он провел большую часть своего детства в полигамной семье своего деда по материнской линии Орсона Смита. После смерти родителей (1924) он провел следующие 3 года в миссии СПД в Швейцарии и Бельгии. Стивенс учился в Университете Юты с 1927 по 1929 год и в течение двух лет в Стэнфордском университете, получил диплом бакалавра психологии в 1931 году. Вскоре после прибытия в Массачусетс с целью получения степени доктора философии, он покинул церковь СПД. После двух лет обучения в аспирантуре Стивенс получил степень доктора психологии Гарвардского университета, где с 1932 по 1934 год работал ассистентом по психологии под руководством Эдвина Боринга .В следующем году он изучал физиологию под руководством Хэллоуэлла Дэвиса в Гарвардской медицинской школе, а в 1935 году работал научным сотрудником по физике в Гарварде. В 1936 году Стивенс получил должность преподавателя экспериментальной психологии Гарвардского университета. В 1946 году стал профессором Гарвардского университета.
В 1930 году Стэнли Смит Стивенс женился на Максин Леонард, а в 1936 году у него родился сын Питер Смит Стивенс.

## Работа

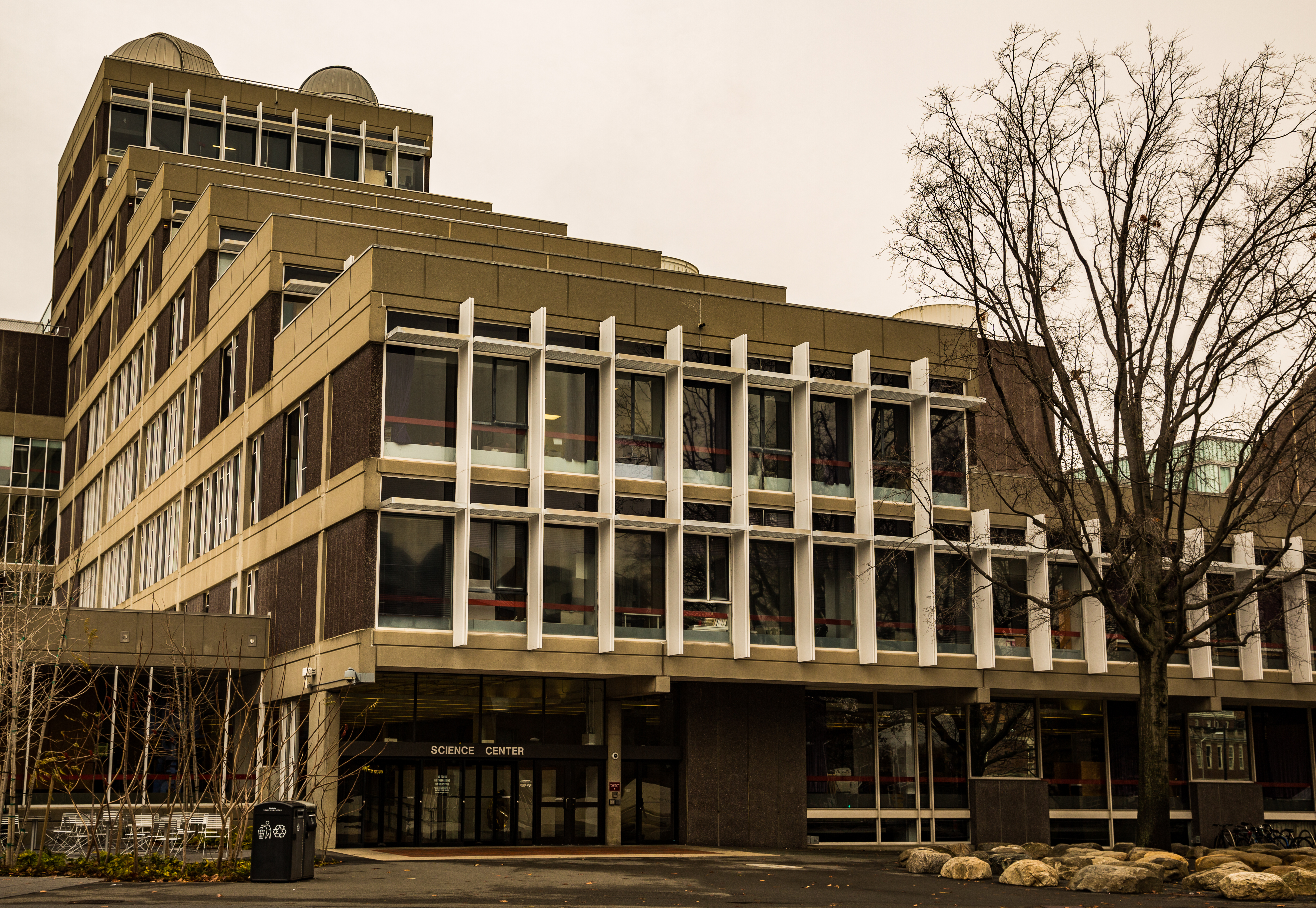
Научный центр Гарвардского университета

Экспериментальные и теоретические работы Стивенса лежали в основном в области психофизики и психоакустики. Одним из его самых влиятельных вкладов было определение шкалы измерения, разделенной на четыре типа: номинальная, порядковая, интервальная и относительная. (см. Уровень измерения)
В конце 30-х гг. выступил с программой перестройки психологии на основе идей операционализма. С 1944 года руководил организованной им лабораторией психофизики. Инициатор направления, в известном отношении альтернативного классической психофизике Г. Фехнера. Стивенс и его ученики обратились к «прямым» методам, при которых от испытуемого требуется непосредственная оценка ощущений относительно некоторого эталона. Он сформулировал так называемый степенный психофизический закон (в противоположность «логарифмическому» закону Вебера — Фехнера).